# Algèbre de Hopf
Pour les articles homonymes, voir Algèbre (homonymie).
En mathématiques, une algèbre de Hopf, du nom du mathématicien Heinz Hopf, est une bialgèbre qui possède en plus une opération (l'antipode) qui généralise la notion de passage à l'inverse dans un groupe. Ces algèbres ont été introduites à l'origine pour étudier la cohomologie des groupes de Lie. Les algèbres de Hopf interviennent également en topologie algébrique, en théorie des groupes et dans bien d'autres domaines. Enfin, ce qu'on appelle les groupes quantiques sont souvent des algèbres de Hopf « déformées » et qui ne sont en général ni commutatives, ni cocommutatives. Ces objets sont ainsi au cœur de la géométrie non commutative.

## Définition et premières propriétés
Une algèbre de Hopf  est une bialgèbre (associative et coassociative) H sur un corps K munie d'une application K-linéaire {\displaystyle S\colon H\to H} (appelée l’antipode) telle que le diagramme suivant soit commutatif :
Dans ce diagramme, Δ est la comultiplication de la bialgèbre, ∇ sa multiplication, η son unité et ε sa counité.
Dans la notation de Sweedler (en), cette propriété peut aussi s'exprimer comme
{\displaystyle S(c_{(1)})c_{(2)}=c_{(1)}S(c_{(2)})=\epsilon (c)1\qquad {\mbox{ pour tous les }}c\in H.}
Plus généralement, on peut remplacer le corps K par un anneau commutatif R dans la définition précédente.
La définition est auto-duale (comme le montre la symétrie du diagramme précédent), aussi, s'il existe une notion d'espace dual de H (ce qui est toujours possible si H est de dimension finie), ce dual est automatiquement une algèbre de Hopf.

### Propriétés de l'antipode
On demande parfois à l'antipode S d'avoir un inverse, ce qui est automatique dans le cas de la dimension finie, ou si H est commutative.
En général, S est un antihomomorphisme, et donc {\displaystyle S^{2}} est un homomorphisme, et un automorphisme si S est inversible.
Si {\displaystyle S^{2}=Id}, on dit que l'algèbre de Hopf est involutive (et l'algèbre sous-jacente, munie de S, est également involutive). C'est en particulier le cas si H est commutative, ou si elle est semi-simple et de dimension finie sur
un corps de caractéristique nulle.
Si une bialgèbre B admet un antipode, celui-ci est unique, et donc B admet au plus une structure d'algèbre de Hopf.
L'antipode est l'analogue de l'application d'inversion envoyant {\displaystyle g} sur {\displaystyle g^{-1}} dans un groupe.

### Sous-algèbres de Hopf
Une sous-algèbre A d'une algèbre de Hopf H est une sous-algèbre de Hopf si c'est une sous-coalgèbre de H et si l'antipode S envoie A dans A, autrement dit si A est stable pour les opérations de H (et contient l'unité et la counité de H). Le théorème de Nichols-Zoeller (démontré en 1989) dit que H, considéré comme un A-module, est libre et de rang fini si H est de dimension finie, résultat qui généralise le théorème de Lagrange sur les groupes. Un corollaire de ce résultat est qu'une sous-algèbre de Hopf d'une algèbre de Hopf semi-simple et de dimension finie est elle aussi semi-simple.
Une sous-algèbre de Hopf A est dite normale à droite si elle vérifie la condition de stabilité {\displaystyle ad_{r}(h)(A)\subseteq A} pour tous les h de H, l'application adjointe à droite {\displaystyle ad_{r}} étant définie par {\displaystyle ad_{r}(h)(a)=S(h_{(1)})ah_{(2)}} pour tous les a de A et h de H. De même, on dit qu'elle est normale à gauche si elle est stable pour l'application adjointe à gauche {\displaystyle ad_{\ell }(h)(a)=h_{(1)}aS(h_{(2)})}. Ces deux conditions sont équivalentes si l'antipode S est bijective, et alors on dit que A est une sous-algèbre de Hopf normale.
Pour une sous-algèbre de Hopf normale A, on a la condition (dite d'égalité des sous-ensembles) {\displaystyle HA^{+}=A^{+}H}, où {\displaystyle A^{+}} désigne le noyau de la counité sur K. Cette condition entraîne que {\displaystyle HA^{+}} est un idéal de Hopf de H (c'est-à-dire un idéal d'algèbre dans le noyau de la counité, un coidéal de coalgèbre, et stable pour l'antipode). On peut alors définir une algèbre de Hopf quotient {\displaystyle H/HA^{+}}, et un épimorphisme {\displaystyle H\rightarrow H/A^{+}H} ; la théorie est là encore analogue à celle des sous-groupes normaux et des groupes quotients.

## Exemple
Étant donnés un groupe fini G et un corps commutatif K, la K-algèbre de groupe K[G] peut être munie d'une structure d'algèbre de Hopf. K[G] est simplement l'espace vectoriel dont une base est formée par les éléments de G, et où la multiplication est induite par la loi de composition de G. On munit d'abord K[G] d'une structure de bialgèbre en définissant le coproduit par {\displaystyle \scriptstyle \Delta (g)=g\otimes g} et la counité par ε(g)=1K, et en étendant linéairement ces applications à K[G] tout entier. Enfin, on définit l'antipode S par S(g)=g-1.

## Motivations
Historiquement, les algèbres de Hopf ont été introduites pour étudier la cohomologie des groupes de Lie. L'intérêt de l'existence du coproduit est aussi lié à la théorie des représentations des algèbres (en). En effet, si A est une algèbre, et V1, V2 sont deux A-modules, alors {\displaystyle \scriptstyle V_{1}\otimes V_{2}} n'est pas en général lui-même un A-module, mais seulement un {\displaystyle \scriptstyle A\otimes A}-module. Il devient un A-module si et seulement s'il existe un morphisme d'algèbres Δ de A dans {\displaystyle \scriptstyle A\otimes A}, ce qu'est le coproduit d'une algèbre de Hopf. Si on souhaite en plus que la catégorie des représentations de A soit une catégorie monoïdale, les conditions pour que cela fonctionne se réduisent exactement à l'existence d'un coproduit et d'une counité qui satisfont aux axiomes des algèbres de quasi-Hopf.